# Gömörsid megállóhely
Gömörsid megállóhely Gömörsiden, a Losonci járásban van, melyet a Železničná spoločnosť Slovensko a.s. üzemeltet.

## Vasútvonalak
Az állomást az alábbi vasútvonalak érintik:
- Zólyom–Kassa-vasútvonal

## Kapcsolódó állomások
A vasútállomáshoz az alábbi állomások vannak a legközelebb:
- Fülek vasútállomás
- Csomatelke megállóhely

## Története
Az 1873-ban a Fülek-Sajólénártfalva szakasz részeként létesült.

## Forgalom
| Járat             | Útvonal | Gyakoriság   |
| ----------------- | --- | ------------ |
| (Os) személyvonat | Rimaszombat – Rimajánosi – Rimajánosi-falu – Újfeled – Feled – Gortvakisfalud – Várgede – Balogfala – Ajnácskő – Csomatelke – Gömörsid – Fülek | Napi 6-7 pár |